# Saint-Jans-Cappel
Saint-Jans-Cappel – miejscowość i gmina we Francji, w regionie Hauts-de-France, w departamencie Nord.
Według danych na rok 1990 gminę zamieszkiwało 1351 osób, a gęstość zaludnienia wynosiła 170 osób/km² (wśród 1549 gmin regionu Nord-Pas-de-Calais Saint-Jans-Cappel plasuje się na 469. miejscu pod względem liczby ludności, natomiast pod względem powierzchni na miejscu 451.).